# 2002 في إسرائيل
فيما يلي قوائم الأحداث التي وقعت خلال عام 2002 في إسرائيل.

## أحداث
- 31 مارس – تفجير مطعم متزا
- 27 مارس – مجزرة عيد الفصح
- 31 يوليو – عملية الجامعة العبرية
- 25 يناير – تفجير مول تل أبيب 2002
- 20 مارس – تفجير حافلة أم الفحم
- 27 يناير – تفجير شارع يافا 2002
- 29 مارس – تفجير كريات اليوبيل 2002
- 12 أبريل – تفجير سوق ماهاني يهودا 2002
- 11 يونيو – تفجير مطعم الشاورما في هرتسليا 2002
- 17 يناير – هجوم بار متسفا
- 21 مارس – تفجير شارع الملك جورج
- 21 نوفمبر – تفجير حافلة كيريات ميناحيم
- 5 يونيو – تفجير حافلة متفرق مجدو
- 12 مارس – عملية ماتسوفا

## سياسة

### تعيين في المنصب
- 8 أبريل – دافيد ليفي وزير بدون حقيبة وزارية.
- 23 مايو – أرئيل شارون وزير الصحة  [لغات أخرى]‏.
- 3 يونيو – إيلي يشاي نائب رئيس الوزراء ‏.
- 1 يوليو – موشيه يعلون رئيس الأركان العامة (إسرائيل).
- 4 نوفمبر – شائول موفاز وزير الدفاع الإسرائيلي  [لغات أخرى]‏.
- 6 نوفمبر – بنيامين نتانياهو وزير الخارجية الإسرائيلي  [لغات أخرى]‏.
- 17 ديسمبر – تسيبي ليفني وزير الزراعة والتنمية الريفية الإسرائيلي  [لغات أخرى]‏.

### انتهاء فترة المنصب
- 29 يناير – صالح طريف وزير بدون حقيبة وزارية.
- 14 مارس – افيغادور ليبرمان وزير الطاقة الإسرائيلي  [لغات أخرى]‏.
- 23 مايو – إيلي يشاي نائب رئيس الوزراء ‏.
- 3 يونيو – أرئيل شارون وزير الصحة  [لغات أخرى]‏.
- 5 يونيو – ماكسيم ليفي عضو الكنيست [الإنجليزية]‏.
- 30 يوليو – دافيد ليفي وزير بدون حقيبة وزارية.
- 1 أغسطس – داليا رابين بيلوسوف Deputy Minister of Defense ‏.
- 11 أغسطس – شلومو بن عمي عضو الكنيست [الإنجليزية]‏.
- 31 أكتوبر – أمنون روبنشتاين عضو الكنيست [الإنجليزية]‏.
- 2 نوفمبر – بنيامين بن إليعازر وزير الدفاع الإسرائيلي  [لغات أخرى]‏.
- 2 نوفمبر – شمعون بيريز وزير الخارجية الإسرائيلي  [لغات أخرى]‏، نائب رئيس الوزراء ‏.
- 17 ديسمبر – تسيبي ليفني وزير بدون حقيبة وزارية.

## وفيات

### يناير
- 1 يناير – توفيق عبد العال (مواليد 1938)

### يوليو
- 13 يوليو – بيني بيليد (مواليد 1928) ضابط إسرائيلي.[1]

### أغسطس
- 16 أغسطس – صبري البنا (مواليد 1937)

### ديسمبر
- 17 ديسمبر – مصطفى الحلاج (مواليد 1938) فنان فلسطيني.